# Adelaide Dutcher
Adelaide Dutcher (1873-1937) est une femme médecin et une promotrice de la santé publique aux États-Unis au début du XXe siècle.
Ses recherches permettent de vérifier l'hypothèse que les facteurs sociaux comme l'habitat insalubre et la pauvreté favorisent la propagation de la tuberculose.

## Biographie
Adelaide Dutcher naît à Iowa City le 13 mars 1873. Elle obtient son Bachelor of Science en 1897, à l'université du Wisconsin. Elle étudie ensuite la médecine à la Johns Hopkins School of Medicine. En 1901, alors qu’elle est étudiante, William Osler, chef du département de médecine la sollicite pour participer à un projet de recherche visant à étudier les facteurs environnementaux favorisant la tuberculose,. 
De 1901 à sa mort, elle habite à Syracuse (État de New York), où elle se marie le 16 mai 1914 avec Albert Waterman Curtis. Elle y exerce en tant que médecin pendant 35 ans au Syracuse Memorial Hospital, alors appelé Hôpital des femmes et des enfants. En 1912 elle participe à l'enseignement créé par l'État de New York à destination des jeunes filles et des femmes pour promouvoir l'éducation pour la santé, l'hygiène, le dépistage et la prévention. En 1931, elle est élue vice-présidente de la Women Medical Society de l'État de New-York.
Elle est membre de l'American Medical Association, et d'associations locales médicales et musicale.
Elle meurt le 11 septembre 1937 de maladie après deux mois d'hospitalisation à Chicago, puis à Syracuse.

## Travaux
Dans une étude sur la tuberculose, elle a interrogé 190 patients ambulatoires, Blancs et Noirs, qui vivaient dans les bidonvilles de Baltimore, dans le Maryland, et étaient si pauvres qu'ils devaient travailler sans préoccupations pour leur santé. Adelaide Dutcher « a identifié les problèmes élémentaires : la promiscuité, la saleté, l'obscurité, le manque de ventilation, l'ignorance effroyable de la contagiosité de la tuberculose et la négligence à l'égard des matières infectieuses. Elle pensait que l'éducation pouvait corriger bon nombre des déficiences sanitaires des pauvres ». 
Elle présente ses conclusions dans une conférence à la Société d'étude de la tuberculose de l'hôpital Johns-Hopkins intitulée Where the Danger Lies in Tuberculosis: A Study of the Social and Domestic Relations of Tuberculosis Out Patients, parue ensuite dans le Philadelphia Medical Journal fin 1900. Dans cette conférence, elle préconise la mise en place d'une campagne d'éducation sur la nature et la prévention de la tuberculose et souligne que le logement représente une source primaire d'infection. Elle y rapporte que de nombreux patients déclarent n'être tombés malades qu'après avoir emménagé dans des quartiers connus pour avoir été occupés auparavant par des victimes de la maladie.